# Improvisations sonoristiques
Improvisations sonoristiques (Improwizacje sonorystyczne) – utwór kameralny, skomponowany przez Witolda Szalonka w 1968. 
Kompozycja przeznaczona jest na klarnet, puzon, wiolonczelę i fortepian. Powstała na prośbę Zygmunta Krauzego, z przeznaczeniem dla jego zespołu kameralnego Warsztat Muzyczny.

## Premiera
Prawykonanie utworu odbyło się 22 lutego 1968 w Royal College of Art w Londynie, w wykonaniu zespołu Warsztat Muzyczny, w składzie: Czesław Pałkowski — klarnet, Edward Borowiak — puzon, Witold Gałązka — wiolonczela, Zygmunt Krauze — fortepian.

## Charakterystyka utworu
Jest to jeden z utworów, w którym kompozytor badał sonorystyczne możliwości tradycyjnych instrumentów, zwłaszcza instrumentów dętych drewnianych. Inspiracją do takich poszukiwań była fascynacja Szalonka instrumentem dętym australijskich Aborygenów — didgeridoo, w którym dźwięki wydobywa się poprzez skomplikowane sposoby dmuchania. Szalonek interesował się także polską muzyką podhalańską i jednootworowym fletem ściśle związanym z alikwotami.
W kompozycji wszystkie cztery instrumenty są wykorzystane w niekonwencjonalny sposób i poddawane wyrafinowanym technikom artykulacyjnym, dzięki którym możliwe jest nie tylko uzyskiwanie dźwięków o określonej wysokości, ale także różnego typu szumów i szmerów. 
Będąc odkrywcą „dźwięków kombinowanych”, czyli wielodźwięków o specyficznej barwie, możliwych do uzyskania na instrumentach dętych drewnianych, Szalonek przyjął je za podstawę brzmieniową generowaną przez klarnet w Improwizacjach sonorystycznych. Występują one tutaj w formie prostej i trylowej, np. tryle kombinowane (dające efekt jednodźwiękowej pulsacji) czy frullato na ustniku. W puzonie wykonywane są najniższe możliwe do wydobycia dźwięki frullato tak, by słyszalna była wyłącznie wibracja powietrza; osiągane są też takie efekty, jak syczenie na ustniku instrumentu lub mówienie do ustnika z płynnym wtapianiem w mowę dźwięków o podanej wysokości. 
Artykulacje nietypowe dla wiolonczeli, to m.in. gra arco przy żabce, saltato, wydobywanie najwyższych dźwięków flażoletowych czy gra tuż za podstawkiem. Zaś efekty brzmieniowe fortepianu wynikają z jego preparacji, np. naklejenia taśmy na określony obszar strun oraz z gry wewnątrz instrumentu za pomocą dłoni, drewienka lub metalowego prętu.
Konstrukcję formalną Improwizacji sonorystycznych wyznaczają trzy odcinki zaznaczone w partyturze dużymi literami alfabetu (A, B i C). Pierwsze dwa prowadzą do brzmieniowych kulminacji, natomiast trzeci ma charakter konkludujący. Czas wykonania poszczególnych odcinków, jak i całości kompozycji nie jest oznaczony w partyturze i może się zmieniać zasadniczo w różnych wykonaniach.

## Instrumentarium
- klarnet
- puzon
- wiolonczela
- fortepian

## Ważniejsze wykonania
- Talea Ensemble pod dyrekcją Jamesa Bakera, podczas festiwalu Warszawska Jesień 2015[5]
- Zeitkratzer, podczas festiwalu Sacrum Profanum 2016[6]